# Фазано
Фазано (итал. Fasano) — коммуна в Италии, располагается в регионе Апулия, в провинции Бриндизи.
Население составляет 38 682 человек (2023 г.), плотность населения составляет 300 чел./км². Занимает площадь 128 км². Почтовый индекс — 72015. Телефонный код — 080. Развит туризм.
Покровителями коммуны почитаются Пресвятая Богородица  и Иоанн Креститель, празднование в третье воскресение июня.

## Демография
Динамика населения:

## Администрация коммуны
- Официальный сайт: http://www.comune.fasano.br.it/

## История
Недалеко расположены руины древнеримского города Эгнация. В средние века в районе находилась база мальтийских рыцарей.

## События
- 50-й саммит G7- прошел 11-13 июня пройдет в отеле Борго Эрекции в местечке Саветтлери-ди-Фазано [2]

## Известные уроженцы
- Эмиль Гуарини - изобретатель первого рабочего радиорелейного ретранслятора[3].